# Куверт

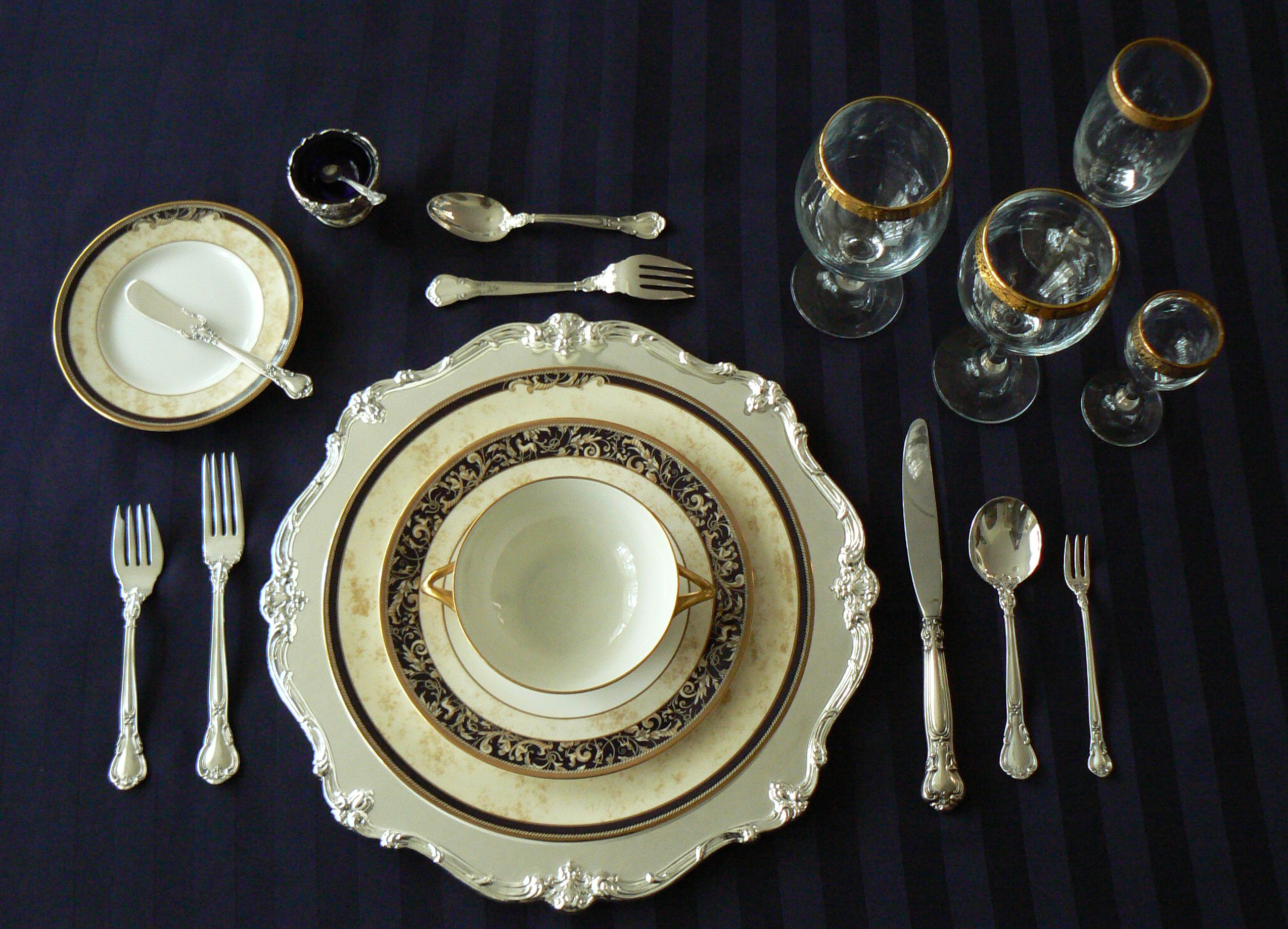
Куверт

Куве́рт (від фр. couvert — «покритий») — комплект столового посуду для однієї особи.
В Малому енциклопедичному словник Брокгауза і Єфрона це «обідній прилад на накритому столі».
У куверт входять столові прилади (ножі, ложки, виделки), тарілки, келихи, серветка.